# Јужноафрички јеж
Јужноафрички јеж (Atelerix frontalis) је врста сисара из породица јежева (Erinaceidae).

## Распрострањеност
Ареал врсте покрива средњи број држава.
Врста има станиште у Зимбабвеу, Јужноафричкој Републици, Анголи, Боцвани и Намибији. Присуство у Лесоту је непотврђено.

## Станиште
Станиште врсте је травна вегетација.

## Угроженост
Ова врста је наведена као последња брига, јер има широко распрострањење и честа је врста.